# Campeonato Mundial de Piragüismo en Eslalon de 2006
El XXX Campeonato Mundial de Piragüismo en Eslalon se celebró en Praga (República Checa) entre el 2 y el 6 de agosto de 2006 bajo la organización de la Federación Internacional de Piragüismo (ICF) y la Federación Checa de Piragüismo.
Las competiciones se realizaron en el canal de piragüismo en eslalon acondicionado en el río Moldava, al norte de la ciudad (barrio de Trója).

## Países participantes
Participaron 296 piragüistas de 57 países en 4 especialidades, 3 masculinas y 1 femenina, tanto individualmente como en equipo.
| - Alemania - Andorra - Argentina - Australia - Austria - Bélgica - Bielorrusia - Bosnia y Herzegovina - Brasil - Canadá - Chile - China - Colombia - Corea del Sur - Croacia | - Ecuador - Eslovaquia - Eslovenia - España - Estados Unidos - Finlandia - Francia - Grecia - Hong Kong - Hungría - India - Irán - Irlanda - Italia | - Japón - Kenia - Letonia - Lituania - Luxemburgo - Macedonia del Norte - Malasia - Malta - Nueva Zelanda - Países Bajos - Paraguay - Polonia - Portugal - Reino Unido | - República Checa - Rumania - Rusia - Serbia - Singapur - Sudáfrica - Suecia - Suiza - Tailandia - Togo - Túnez - Ucrania - Uruguay - Uzbekistán |

## Medallistas

### Masculino
| Evento                 | Oro | Plata | Bronce |
| ---------------------- | --- | --- | --- |
| K1 individual (05.08)  | Stefano Cipressi · Italia · 202,02 pts. · Julien Billaut · Francia · 204,49 pts.                                              | — | Campbell Walsh Reino Unido 204,78 pts.                                                                                   |
| C1 individual (06.08)  | Tony Estanguet Francia 207,69                                                                                                 | Michal Martikán · Eslovaquia · 209,00                                                                         | Stanislav Ježek · República Checa · 211,01                                                                               |
| C2 individual (05.08)  | Jaroslav Volf · Ondřej Štěpánek · República Checa · 224,67                                                                    | Marcus Becker · Stefan Henze · Alemania · 226,86                                                              | Pavol Hochschorner · Peter Hochschorner · Eslovaquia · 229,84                                                            |
| K1 por equipos (04.08) | Fabien Lefèvre Julien Billaut Boris Neveu Francia 223,51                                                                      | Daniele Molmenti · Stefano Cipressi · Diego Paolini · Italia · 229,52                                         | Grzegorz Polaczyk · Mateusz Polaczyk · Dariusz Popiela · Polonia · 230,72                                                |
| C1 por equipos (05.08) | Stefan Pfannmöller · Nico Bettge · Jan Benzien · Alemania · 233,24                                                            | Tomáš Indruch · Jan Mašek · Stanislav Ježek · República Checa · 237,68                                        | David Florence Stuart McIntosh Daniel Goddard Reino Unido 245,51                                                         |
| C2 por equipos (04.08) | República Checa · Marek Jiras / Tomáš Máder · Jaroslav Volf / Ondřej Štěpánek · Jaroslav Pospíšil / Jaroslav Pollert · 253,90 | Alemania · Marcus Becker / Stefan Henze · Felix Michel / Sebastian Piersig · Kay Simon / Robby Simon · 261,90 | Eslovaquia · Pavol Hochschorner / Peter Hochschorner · Milan Kubáň / Marián Olejník · Ľuboš Šoška / Peter Šoška · 269,93 |

### Femenino
| Evento                 | Oro                                                      | Plata                                                                              | Bronce                                                                  |
| ---------------------- | -------------------------------------------------------- | ---------------------------------------------------------------------------------- | ----------------------------------------------------------------------- |
| K1 individual (06.08)  | Jana Dukátová · Eslovaquia · 224,09 pts.                 | Fiona Pennie Reino Unido 227,41 pts.                                               | Jennifer Bongardt · Alemania · 229,29 pts.                              |
| K1 por equipos (05.08) | Mathilde Pichery Émilie Fer Marie Gaspard Francia 264,87 | Štěpánka Hilgertová · Irena Pavelková · Marie Řihošková · República Checa · 265,88 | Jennifer Bongardt · Claudia Bär · Jasmin Schornberg · Alemania · 268,85 |

## Medallero
| Núm. | País            | Oro | Plata | Bronce | Total |
| ---- | --------------- | --- | ----- | ------ | ----- |
| 1    | Francia         | 4   | 0     | 0      | 4     |
| 2    | República Checa | 2   | 2     | 1      | 5     |
| 3    | Alemania        | 1   | 2     | 2      | 5     |
| 4    | Eslovaquia      | 1   | 1     | 2      | 4     |
| 5    | Italia          | 1   | 1     | 0      | 2     |
| 6    | Reino Unido     | 0   | 1     | 2      | 3     |
| 7    | Polonia         | 0   | 0     | 1      | 1     |
|      | TOTAL           | 9   | 7     | 8      | 24    |